# Warum gibt es alles und nicht nichts?
Warum gibt es alles und nicht nichts? ist ein 2011 im Goldmann Verlag erschienenes populärwissenschaftliches Sachbuch des Publizisten und Philosophen Richard David Precht. Es richtet sich als Einführung an Kinder und Jugendliche.
Warum gibt es alles und nicht nichts? behandelt philosophische Probleme aus unterschiedlichen Teilgebieten der Philosophie, darunter Fragen wie „Warum gibt es mich?“, „Wie ist es ein Flughund zu sein?“, „Was ist fair?“, „Darf man Tiere essen?“, „Was ist Freiheit?“ und schließlich: „Worauf kommt es im Leben an?“
Die Gesprächsanlässe mit dem Sohn siedelt Precht jeweils auf gemeinsamen Ausflügen an und verweist dabei auf eine philosophische Tradition: „Wie viele berühmte Philosophen, die ihre besten Gedanken beim Gehen hatten, haben wir viele Spaziergänge gemacht.“ Zu den jeweiligen Ausflugsorten in Berlin und Sanssouci („Warum haben Menschen Sorgen?“) gibt Precht einführende Beschreibungen. Den Kern jedes Kapitels bildet ein Dialog zwischen Vater und Sohn, und am Ende steht eine resümierende Erkenntnis. So heißt es nach dem ersten Ausflugs in das Berliner Naturkundemuseum exemplarisch: „Nicht jede philosophische Frage lässt sich beantworten. Auf viele gibt es nur ungefähre Antworten. Und viele davon führen sofort zu neuen Fragen.“
Die in dem Buch aufgeführten Ausflugs- und Gesprächsorte sind – außer dem wiederholt aufgesuchten Naturkundemuseum und der Umlanderkundung in Park und Schloss Sanssouci – das Aquarium Berlin, der Zoo, der Tierpark, die U-Bahn, das Technikmuseum, die Gärten der Welt, die Potsdamer Freundschaftsinsel, der Berliner Hauptbahnhof, die Charité, der Plötzensee, das Gelände der früheren Reichsausbesserungswerkstatt (RAW) in Friedrichshain, Oskars Abenteuerspielplatz „Kolle 37“ (nicht weit vom Kollwitzplatz), ein Imbissladen nahe dem U-Bahnhof Eberswalder Straße, das Neue Museum, der Plänterwald, der Mauerpark und der Berliner Fernsehturm.